# UnrealIRCd
UnrealIRCd est un logiciel de serveur de type IRC.

## Historique
Au départ utilisé pour servir sur le réseau DALnet, UnrealIRCd a commencé à être développé en mai 1999 à partir de DreamForge IRCd. Finalement il ne servira jamais sur ce réseau, qui optera pour l'IRCd Bahamut, un fork de Hybrid.
Cet IRCd est grandement utilisé parmi les réseaux de petite et de moyenne taille notamment francophone[réf. nécessaire].
Avec la sortie de la version 3.2.10 le 25 décembre 2012, Bram Matthys (Syzop), le chef du projet annonça que le développement d'une version 3.4 avait débuté. Le support des versions 3.2.XX serait maintenu jusqu’à la sortie d'une nouvelle version dite stable, ce qui était attendu pour 2014. En Octobre 2015, il a été annoncé qu'à la suite des nombreux changements, la nouvelle version sera appelée UnrealIRCd 4. La version stable UnrealIRCd 4.0.0 est sorti le 24 décembre 2015.

## Technique
Ce serveur fonctionne sur Linux, BSD, Mac OS X, Solaris, HP-UX et Windows 95/98/Millennium NT4/2000/XP/2003).
Il supporte des modules afin de compléter les fonctions de bases, à savoir :
- Statut Owner (ou fondateur de canal) (+q), Administrateur de canal (+a) et Half-Op (+h)
- Liaison de canaux (+L)
- Système anti-Déni de service et anti-spam
- Filtrage de mots (+G), utilisé pour censurer une liste de grossièretés.
- Hostnames masqués (+x)
- Blocage et filtrage des couleurs (+c/+S)
- vHosts
- DCCDeny (blocage sélectif de DCC en fonction de l'extension des fichiers par exemple)
- Compression des connexions serveur/serveur
- Chiffrement SSL des connexions client/serveur et serveur/serveur
- Fichier de configuration (unrealircd.conf) hautement configurable
- Support des modules